# 1881 في سويسرا
فيما يلي قوائم الأحداث التي وقعت خلال عام 1881 في سويسرا.

## سياسة

### انتهاء فترة المنصب
- 1 يناير – أوغستين كيلر عضو مجلس الولايات السويسري ‏.
- 1 يناير – كارل فوجت عضو المجلس الوطني السويسري ‏.

## مواليد

### يناير
- 10 يناير – ألفرد هينريتش بيليجريني فنان سويسري.[1]

### مارس
- 17 مارس – فالتر هس[2]

### أبريل
- 16 أبريل – روبرت غريم سياسي سويسري.[3]

### سبتمبر
- 21 سبتمبر – إرنست فريك فنان سويسري.[4]

## وفيات

### نوفمبر
- 1 نوفمبر – جون بوستوك (مواليد 1817)[5]